# 黒田隆庸
黒田 隆庸（くろだ たかつね）は、江戸時代中期から後期の筑前福岡藩大老。三奈木黒田家の第8代当主。初名は一庸。

## 生涯
延享元年（1744年）、福岡藩大老黒田一誠の子として生まれる。宝暦12年（1762年）9月、兄一興の死去により家督を相続する。
明和7年（1770年）、藩主となった黒田治之が初入国し、領内を巡見した。一庸は、藩主巡見中の農作業を停止を農民に命じていたが、そのことを知った治之より、巡見中も農作業を止めないよう命じられた。
安永3年（1774年）8月、治之の命で通称を源左衛門から美作と改めた。安永6年（1777年）、前藩主黒田継高が死去し、葬儀を執り行った。天明4年（1784年）、先年死去した治之の遺命により、藩校修猷館（東学問稽古所）、甘棠館（西学問稽古所）を設立した。
寛政5年（1793年）12月、長年の勤労を賞されて、藩主黒田斉隆より偏諱を受け、諱を隆庸と改めた。
寛政7年（1795年）、藩主黒田斉隆が6月に急死し、10月に生後間もない長順が藩主となると、幼い長順に代わって家老の合議で藩政を執ることになる。寛政8年（1796年）4月、家老合議が藩主に代わって家中の賞罰を行うことを布告した。
寛政12年（1800年）9月4日死去。家督は婿養子の一定（清定）が相続した。

## 参考サイト
- 能古博物館だより